# Dancing with the Stars

Dancing with the Stars est le nom de diverses séries télévisées internationales basées sur le format de la série télévisée britannique Strictly Come Dancing, qui est distribuée par BBC Studios, la branche commerciale de la BBC. Actuellement[évasif], le format a été autorisé dans plus de 42 territoires.

Logo de Dancing with the Stars.

Des versions ont également été produites dans des dizaines de pays à travers le monde. En conséquence, la série est devenue le programme de télévision le plus populaire au monde parmi tous les genres en 2006 et 2007, selon le magazine Television Business International, atteignant le Top 10 dans 17 pays.

## Format

Dancing with the Stars dans le monde (en février 2017).

Le spectacle associe un certain nombre de célébrités bien connues à des danseurs de salle de bal professionnels, qui s'affrontent chaque semaine en exécutant une ou plusieurs routines chorégraphiées qui suivent le thème pré-arrangé pour cette semaine particulière. Les danseurs sont ensuite notés par un jury. Les téléspectateurs disposent d'un certain temps pour voter pour leurs danseurs préférés, par téléphone ou (dans certains pays) en ligne. Le couple avec le score combiné le plus bas fourni par les juges et les téléspectateurs est éliminé. Ce processus se poursuit jusqu'à ce qu'il ne reste plus que deux ou trois couples ; lorsqu'ils ont concouru pour la dernière fois, un couple est déclaré champion et remporte un trophée.
Légende :
- Vainqueur
- Deuxième place
- Troisième place
- Finaliste(s) (autres que les places d'honneur)
- En compétition
- Éliminé(e)
- Retour
- Abandon
- Exclusion
- Arrivé plus tard
- Invité(e)

## Royaume-Uni (2004- )
| Saison | Nombre de stars | Nombre de semaines | Date du lancement | Date de la finale | Places d'honneur  | Places d'honneur                            | Places d'honneur  |
| ------ | --------------- | ------------------ | ----------------- | ----------------- | ----------------- | ------------------------------------------- | ----------------- |
| Saison | Nombre de stars | Nombre de semaines | Date du lancement | Date de la finale | Vainqueur         | Deuxième place                              | Troisième place   |
| 1      | 8               | 8                  | 15 mai 2004       | 3 juillet 2004    | Natasha Kaplinsky | Christopher Parker                          | Lesley Garrett    |
| 2      | 10              | 8                  | 23 octobre 2004   | 11 décembre 2004  | Jill Halfpenny    | Denise Lewis                                | Julian Clary      |
| 3      | 12              | 10                 | 15 octobre 2005   | 17 décembre 2005  | Darren Gough      | Colin Jackson                               | Zoë Ball          |
| 4      | 14              | 12                 | 7 octobre 2006    | 23 décembre 2006  | Mark Ramprakash   | Matt Dawson                                 | Emma Bunton       |
| 5      | 14              | 12                 | 6 octobre 2007    | 22 décembre 2007  | Alesha Dixon      | Matt Di Angelo                              | Gethin Jones      |
| 6      | 16              | 14                 | 20 septembre 2008 | 20 décembre 2008  | Tom Chambers      | Rachel Stevens                              | Lisa Snowdon      |
| 7      | 16              | 14                 | 18 septembre 2009 | 19 décembre 2009  | Chris Hollins     | Ricky Whittle                               | Ali Bastian       |
| 8      | 15              | 12                 | 1er octobre 2010  | 18 décembre 2010  | Kara Tointon      | Matt Baker                                  | Pamela Stephenson |
| 9      | 14              | 12                 | 30 septembre 2011 | 17 décembre 2011  | Harry Judd        | Chelsee Healey                              | Jason Donovan     |
| 10     | 14              | 12                 | 05 octobre 2012   | 22 décembre 2012  | Louis Smith       | Kimberley Walsh Denise Van Outen            |                   |
| 11     | 15              | 13                 | 27 septembre 2013 | 22 décembre 2013  | Abbey Clancy      | Natalie Gumede Susanna Reid                 |                   |
| 12     | 15              | 13                 | 20 septembre 2014 | 20 décembre 2014  | Caroline Flack    | Frankie Bridge Simon Webbe                  |                   |
| 13     | 15              | 13                 | 25 septembre 2015 | 19 décembre 2015  | Jay McGuiness     | Georgia May Foote Kellie Bright             |                   |
| 14     | 15              | 13                 | 23 septembre 2016 | 17 décembre 2016  | Ore Oduba         | Danny Mac Louise Redknapp                   |                   |
| 15     | 15              | 13                 | 23 septembre 2017 | 16 décembre 2017  | Joe McFadden      | Alexandra Burke Debbie McGee Gemma Atkinson |                   |
| 16     | 15              | 13                 | 22 septembre 2018 | 15 décembre 2018  | Stacey Dooley     | Ashley Roberts Faye Tozer Joe Sugg          |                   |
| 17     | 15              | 13                 | 21 septembre 2019 | 14 décembre 2019  | Kelvin Fletcher   | Karim Zeroual Emma Barton                   |                   |
| 18     | 12              | 9                  | 24 octobre 2020   | 19 décembre 2020  | Bill Bailey       | HRVY Jamie Laing Maisie Smith               |                   |

## Australie (2004- )
L'édition australienne est connue sous le nom Dancing with the Stars. À noter la présence de Chris Hemsworth dans la saison 5.
Damian Whitewood, le partenaire de l'ancienne femme de Russel Crowe Danielle Spencer, et de Tina Arena, était le partenaire de Pamela Anderson lors de la saison 10 américaine, la saison 6 israélienne et la saison 7 argentine.
Katrina Patchett, danseuse de la version française, participe en 2021.
| Saison | Nombre de couples | Date de           | Date de          | Places d'honneur                    | Places d'honneur                     | Places d'honneur |
| Saison | Nombre de couples | lancement         | finale           | Première                            | Deuxième                             | Troisième |
| ------ | ----------------- | ----------------- | ---------------- | ----------------------------------- | ------------------------------------ | --- |
| 1      | 8                 | 5 octobre 2004    | 23 novembre 2004 | Bec Cartwright et Michael Miziner   | Pauline Hanson et Salvatore Vecchio  | Justin Melvey et Kim Johnson                                                                                            |
| 2      | 10                | 8 février 2005    | 26 avril 2005    | Tom Williams et Kim Johnson         | Ian Roberts et Natalie Lowe          | Holly Brisley et Mark Hodge                                                                                             |
| 3      | 10                | 6 septembre 2005  | 8 novembre 2005  | Ada Nicodemou et Aric Yegudkin      | Chris Bath et Trenton Shipley        | Ian "Dicko" Dickson et Leanne Bampton                                                                                   |
| 4      | 10                | 21 février 2006   | 9 mai 2006       | Grant Denyer et Amanda Garner       | Kostya Tszyu et Luda Kroitor         | Toby Allen et Leanne Bampton                                                                                            |
| 5      | 10                | 3 octobre 2006    | 28 novembre 2006 | Anthony Koutoufides et Natalie Lowe | Arianne Caoili et Carmello Pizzino   | Tamsyn Lewis et Arsen Kishishian                                                                                        |
| 6      | 10                | 20 février 2007   | 1er mai 2007     | Kate Ceberano et John-Paul Collins  | Fifi Box et Paul Green               | Tim Campbell et Natalie Lowe                                                                                            |
| 7      | 10                | 25 septembre 2007 | 27 novembre 2007 | Bridie Carter et Craig Monley       | Anh Do et Luda Kroitor               | David Hobson et Karina Schembri                                                                                         |
| 8      | 10                | 31 août 2008      | 9 novembre 2008  | Luke Jacobz et Luda Kroitor         | Danny Green et Natalie Lowe          | Paul Licuria et Eliza Campagna                                                                                          |
| 9      | 11                | 5 juillet 2009    | 6 septembre 2009 | Adam Brand et Jade Hatcher          | Matt White et Ash-Leigh Hunter       | Kylie Gillies et Carmello Pizzino                                                                                       |
| 10     | 11                | 27 juin 2010      | 29 août 2010     | Rob Palmer et Alana Patience        | Tamara Jaber et Carmello Pizzino     | Alex Fevola et Arsen Kishishian                                                                                         |
| 11     | 11                | 8 mai 2011        | 10 juillet 2011  | Manu Feildel et Alana Patience      | Haley Bracken et Aric Yegudkin       | Damien Leith et Melanie Hooper                                                                                          |
| 12     | 11                | 15 avril 2012     | 17 juin 2012     | Johnny Ruffo et Luda Kroitor        | Danielle Spencer et Damian Whitewood | Zoe Cramond et Aric Yegudkin                                                                                            |
| 13     | 12                | 1er octobre 2013  | 26 novembre 2013 | Cosentino et Jessica Raffa          | Rhiannon Fish et Aric Yegudkin       | Tina Arena et Damian Whitewood                                                                                          |
| 14     | 11                | 30 septembre 2014 | 25 novembre 2014 | David Rodan et Melanie Hooper       | Lynne McGranger et Carmello Pizzino  | Ricki-Lee Coulter et Jarryd Byrne                                                                                       |
| 15     | 11                | 19 juillet 2015   | 7 septembre 2015 | Emma Freedman et Aric Yegudkin      | Matthew Mitcham et Masha Belash      | Ash Pollard et Jarryd Byrne                                                                                             |
| 16     | 11                | 18 février 2019   | 22 avril 2019    | Samuel Johnson et Jorja Freeman     | Courtney Act et Josh Keefe           | Constance Hall et Gustavo Viglio                                                                                        |
| 17     | 10                | 9 février 2020    | 29 mars 2020     | Celia Pacquola et Jarryd Byrne      | Christian Wilkins et Lily Cornish    | Claudia Karvan et Aric Yegudkin                                                                                         |
| 18     | 14                | 11 avril 2021     | 25 avril 2021    | Luke Jacobz & Jorja Freeman         | Bec Hewitt & Craig Monley            | Ada Nicodemou & Aric Yegudkin Kyly Clarke & Gustavo Viglio Lincoln Lewis & Lily Cornish Manu Feildel & Katrina Patchett |

| Présentation        | Saison | Saison | Saison | Saison | Saison | Saison | Saison | Saison | Saison | Saison | Saison | Saison | Saison | Saison | Saison | Saison | Saison | Saison |
| Présentation        | 1      | 2      | 3      | 4      | 5      | 6      | 7      | 8      | 9      | 10     | 11     | 12     | 13     | 14     | 15     | 16     | 17     | 18     |
| ------------------- | ------ | ------ | ------ | ------ | ------ | ------ | ------ | ------ | ------ | ------ | ------ | ------ | ------ | ------ | ------ | ------ | ------ | ------ |
| Daryl Somers        |        |        |        |        |        |        |        |        |        |        |        |        |        |        |        |        |        |        |
| Sonia Kruger        |        |        |        |        |        |        |        |        |        |        |        |        |        |        |        |        |        |        |
| Daniel MacPherson   |        |        |        |        |        |        |        |        |        |        |        |        |        |        |        |        |        |        |
| Mel B               |        |        |        |        |        |        |        |        |        |        |        |        |        |        |        |        |        |        |
| Edwina Bartholomew  |        |        |        |        |        |        |        |        |        |        |        |        |        |        |        |        |        |        |
| Shane Bourne        |        |        |        |        |        |        |        |        |        |        |        |        |        |        |        |        |        |        |
| Grant Denyer        |        |        |        |        |        |        |        |        |        |        |        |        |        |        |        |        |        |        |
| Amanda Keller       |        |        |        |        |        |        |        |        |        |        |        |        |        |        |        |        |        |        |
| Juge                | Saison |        |        |        |        |        |        |        |        |        |        |        |        |        |        |        |        |        |
| Juge                | 1      | 2      | 3      | 4      | 5      | 6      | 7      | 8      | 9      | 10     | 11     | 12     | 13     | 14     | 15     | 16     | 17     | 18     |
| Todd McKenney       |        |        |        |        |        |        |        |        |        |        |        |        |        |        |        |        |        |        |
| Helen Richey        |        |        |        |        |        |        |        |        |        |        |        |        |        |        |        |        |        |        |
| Paul Mercurio       |        |        |        |        |        |        |        |        |        |        |        |        |        |        |        |        |        |        |
| Mark Wilson         |        |        |        |        |        |        |        |        |        |        |        |        |        |        |        |        |        |        |
| Joshua Horner       |        |        |        |        |        |        |        |        |        |        |        |        |        |        |        |        |        |        |
| Adam Garcia         |        |        |        |        |        |        |        |        |        |        |        |        |        |        |        |        |        |        |
| Kym Johnson         |        |        |        |        |        |        |        |        |        |        |        |        |        |        |        |        |        |        |
| Craig Revel Horwood |        |        |        |        |        |        |        |        |        |        |        |        |        |        |        |        |        |        |
| Sharna Burgess      |        |        |        |        |        |        |        |        |        |        |        |        |        |        |        |        |        |        |
| Tristan MacManus    |        |        |        |        |        |        |        |        |        |        |        |        |        |        |        |        |        |        |

## Italie (2005- )
| Saison | Nombre de stars | Nombre d'épisodes | Date du lancement | Date de la finale | Places d'honneur                               | Places d'honneur                        | Places d'honneur                                                         |
| ------ | --------------- | ----------------- | ----------------- | ----------------- | ---------------------------------------------- | --------------------------------------- | ------------------------------------------------------------------------ |
| Saison | Nombre de stars | Nombre d'épisodes | Date du lancement | Date de la finale | Vainqueur                                      | Deuxième place                          | Troisième place                                                          |
| 1      | 8               | 8                 | 8 janvier 2005    | 26 février 2005   | Hoara Borselli et Simone Di Pasquale           | Francesco Salvi et Natalia Titova       | Gianni Ippoliti et Valentina Vincenzi                                    |
| 2      | 11              | 11                | 17 septembre 2005 | 7 janvier 2006    | Cristina Chiabotto et Raimondo Todaro          | Loredana Cannata et Samuel Peron        | Vincenzo Peluso et Natalia Titova                                        |
| 3      | 11              | 13                | 16 septembre 2006 | 7 janvier 2007    | Fiona May et Raimondo Todaro                   | Pamela Camassa et Angel Madonia         | Antonio Cupo et Giada Giacomoni                                          |
| 4      | 12              | 13                | 29 septembre 2007 | 24 novembre 2007  | Maria Elena Vandone et Samuel Peron            | Anna Falchi et Stefano Di Filippo       | Ivan Zazzaroni et Natalia Titova                                         |
| 5      | 12              | 10                | 10 janvier 2009   | 21 mars 2009      | Emmanuel-Philibert de Savoie et Natalia Titova | Andrea Montovoli et Ola Karieva         | Alessio Di Clemente et Alessandra Mason                                  |
| 6      | 12              | 10                | 9 janvier 2010    | 20 mars 2010      | Veronica Olivier et Raimondo Todaro            | Ronn Moss et Sara Di Vaira              | Barbara De Rossi et Simone Di Pasquale                                   |
| 7      | 12              | 10                | 26 février 2011   | 30 avril 2011     | Kaspar Capparoni et Yulia Musikhina            | Sara Santostasi et Umberto Gaudino      | Vittoria Belvedere et Stefano Di Filippo, Bruno Cabrerizo et Ola Karieva |
| 8      | 12              | 10                | 7 janvier 2012    | 17 mars 2012      | Andrés Gil et Anastasia Kuzmina                | Marco Delvecchio et Sara Di Vaira       | Anna Tatangelo et Stefano Di Filippo, Ría Antoníou et Raimondo Todaro    |
| 9      | 13              | 10                | 5 octobre 2013    | 7 décembre 2013   | Elisa Di Francisca et Raimondo Todaro          | Amaurys Pérez et Veera Kinnunen         | Francesca Testasecca et Stefano Oradei                                   |
| 10     | 13              | 10                | 4 octobre 2014    | 6 décembre 2014   | Giusy Versace et Raimondo Todaro               | Andrew Howe et Sara Di Vaira            | Giulio Berruti et Samanta Togni, Giorgia Surina et Maykel Fonts          |
| 11     | 13              | 10                | 20 février 2016   | 23 avril 2016     | Iago García et Samanta Togni                   | Michele Morrone et Ekaterina Vaganova   | Rita Pavone et Simone Di Pasquale, Luca Sguazzini et Veera Kinnunen      |
| 12     | 13              | 10                | 25 février 2017   | 29 avril 2017     | Oney Tapia et Veera Kinnunen                   | Fabio Basile et Anastasia Kuzmina       | Xenya et Raimondo Todaro, Martina Stella et Samuel Peron                 |
| 13     | 13              | 10                | 10 mars 2018      | 19 mai 2018       | Cesare Bocci et Alessandra Tripoli             | Francisco Porcella et Anastasia Kuzmina | Giaro Giarratana et Lucrezia Lando, Gessica Notaro et Stefano Oradei     |
| 14     | 13              | 10                | 30 mars 2019      | 31 mai 2019       | Lasse Matberg et Sara Di Vaira                 | Ettore Bassi et Alessandra Tripoli      | Milena Vukotic et Simone Di Pasquale, Dani Osvaldo et Veera Kinnunen     |
| 15     | 13              | 10                | 19 septembre 2020 | 21 novembre 2020  | Gilles Rocca & Lucrezia Lando                  | Paolo Conticini & Veera Kinnunen        | Alessandra Mussolini & Maykel Fonts                                      |

## Pologne (2005-2011, 2014- )
L'émission s'intitule Dancing with the Stars: Taniec z gwiazdami. Elle est aussi connue simplement Taniec z Gwiazdami.
À noter la participation de Michal (finaliste de la Star Academy 3) en 2009, lors de la saison 10.
| Saison | Nombre de couples | Nombre de semaines | Dates de diffusion                                            | Places d'honneur                             | Places d'honneur                                   | Places d'honneur                             |
| Saison | Nombre de couples | Nombre de semaines | Dates de diffusion                                            | Vainqueur                                    | Deuxième                                           | Troisième                                    |
| ------ | ----------------- | ------------------ | ------------------------------------------------------------- | -------------------------------------------- | -------------------------------------------------- | -------------------------------------------- |
| 1      | 8                 | 8                  | 17 avril 2005 – 5 juin 2005                                   | Olivier Janiak et Kamila Kajak               | Witold Paszt et Anna Głogowska                     | Andrzej Nejman et Magdalena Soszyńska-Michno |
| 2      | 10                | 10                 | 11 septembre 2005 – 4 décembre 2005                           | Katarzyna Cichopek et Marcin Hakiel          | Małgorzata Foremniak et Rafał Maserak              | Jakub Wesołowski et Edyta Herbuś             |
| 3      | 10                | 10                 | 5 mars 2006 – 14 mai 2006                                     | Rafał Mroczek et Aneta Piotrowska            | Aleksandra Kwaśniewska et Rafał Maserak            | Joanna Koroniewska et Robert Kochanek        |
| 4      | 10                | 10                 | 10 septembre 2006 – 12 novembre 2006                          | Kinga Rusin et Stefano Terrazzino            | Peter J. Lucas et Dominika Kublik-Marzec           | Marcin Mroczek et Edyta Herbuś               |
| 5      | 10                | 10                 | 4 mars 2007 – 6 mai 2007                                      | Krzysztof Tyniec et Kamila Kajak             | Ivan Komarenko et Blanka Winiarska                 | Katarzyna Tusk et Stefano Terrazzino         |
| 6      | 14                | 12                 | 9 septembre 2007 – 25 novembre 2007                           | Anna Guzik et Łukasz Czarnecki               | Justyna Steczkowska et Stefano Terrazzino          | Mateusz Damięcki et Ewa Szabatin             |
| 7      | 14                | 13                 | 2 mars 2008 – 25 mai 2008                                     | Magdalena Walach et Cezary Olszewski         | Mariusz Pudzianowski et Magdalena Soszyńska-Michno | Tamara Arciuch et Łukasz Czarnecki           |
| 8      | 14                | 13                 | 7 septembre 2008 – 30 novembre 2008                           | Agata Kulesza et Stefano Terrazzino          | Natalia Lesz et Łukasz Czarnecki                   | Marta Żmuda Trzebiatowska et Adam Król       |
| 9      | 12                | 11                 | 8 mars 2009 – 17 mai 2009                                     | Dorota Gardias et Andrej Mosejcuk            | Bartek Kasprzykowski et Blanka Winiarska           | Jay Delano et Kamila Kajak                   |
| 10     | 12                | 12                 | 6 septembre 2009 – 29 novembre 2009                           | Anna Mucha et Rafał Maserak                  | Natasza Urbańska et Ján Kliment                    | Michał Kwiatkowski et Janja Lesar            |
| 11     | 12                | 12                 | 7 mars 2010 – 13 juin 2010                                    | Julia Kamińska et Rafał Maserak              | Katarzyna Glinka et Stefano Terrazzino             | Katarzyna Grochola et Ján Kliment            |
| 12     | 14                | 13                 | 5 septembre 2010 – 28 novembre 2010                           | Monika Pyrek et Robert Rowiński              | Paweł Staliński et Izabela Janachowska             | Edyta Górniak et Ján Kliment                 |
| 13     | 14                | 13                 | 4 septembre 2011 – 27 novembre 2011                           | Kacper Kuszewski et Anna Głogowska           | Bilguun Ariunbaatar et Janja Lesar                 | Weronika Marczuk et Ján Kliment              |
| 14     | 12                | 11                 | 7 mars 2014 – 23 mai 2014                                     | Aneta Zając et Stefano Terrazzino            | Joanna Moro et Rafał Maserak                       | Dawid Kwiatkowski et Janja Lesar             |
| 15     | 12                | 11                 | 5 septembre 2014 – 14 novembre 2014                           | Agnieszka Sienkiewicz et Stefano Terrazzino  | Anna Wyszkoni et Ján Kliment                       | Marcelina Zawadzka et Rafał Maserak          |
| 16     | 12                | 11                 | 6 mars 2015 – 22 mai 2015                                     | Krzysztof Wieszczek et Agnieszka Kaczorowska | Tatiana Okupnik et Tomasz Barański                 | Julia Pogrebińska et Rafał Maserak           |
| 17     | 11                | 10                 | 11 septembre 2015 – 13 novembre 2015                          | Ewelina Lisowska et Tomasz Barański          | Łukasz Kadziewicz et Agnieszka Kaczorowska         | Cleo et Ján Kliment                          |
| 18     | 11                | 10                 | 4 mars 2016 – 13 mai 2016                                     | Anna Karczmarczyk et Jacek Jeschke           | Elżbieta Romanowska et Rafał Maserak               | Julia Wróblewska et Ján Kliment              |
| 19     | 11                | 10                 | 2 septembre 2016 – 4 novembre 2016                            | Robert Wabich & Hanna Żudziewicz             | Olga Kalicka et Rafał Maserak                      | Misheel Jargalsaikhan et Ján Kliment         |
| 20     | 11                | 10                 | 3 mars 2017 – 12 mai 2017                                     | Natalia Szroeder et Ján Kliment              | Iwona Cichosz & Stefano Terrazzino                 | Marcin Korcz et Wiktoria Omyła               |
| 21     | 11                | 10                 | 2 mars 2018 – 11 mai 2018                                     | Beata Tadla et Ján Kliment                   | Katarzyna Dziurska et Tomasz Barański              | Popek et Janja Lesar                         |
| 22     | 12                | 11                 | 1er mars 2019 – 17 mai 2019                                   | Joanna Mazur et Ján Kliment                  | Tomasz Gimper Działowy et Natalia Głębocka         | Tamara Gonzalez Perea et Rafał Maserak       |
| 23     | 11                | 10                 | 13 septembre 2019 – 22 novembre 2019                          | Damian Kordas et Janja Lesar                 | Barbara Kurdej-Szatan et Jacek Jeschke             | Sandra Kubicka et Wojciech Jeschke           |
| 24     | 11                | 10                 | 6 mars 2020 - 13 mars 2020 4 septembre 2020 - 30 octobre 2020 |                                              |                                                    |                                              |

## Danemark (2005- )
L'émission s'intitule Vild med dans.
À noter la participation de l'acteur Claes Bang lors de la saison 10 en 2013. Il sera rendu mondialement connu en 2017 avec le film The Square qui recevra la Palme d'or.
| Saison | Date de lancement | Date de la finale | Célébrité vainqueur         | Professionnel vainqueur | Présentation                                 | Jury                                                         |
| ------ | ----------------- | ----------------- | --------------------------- | ----------------------- | -------------------------------------------- | ------------------------------------------------------------ |
| 1      | 16 avril 2005     | 4 juin 2005       | Mia Lyhne                   | Thomas Evers Poulsen    | Peter Hansen Andrea Elisabeth Rudolph        | Britt Bendixen Jens Werner Anne Laxholm Kim Dahl             |
| 2      | 16 septembre 2005 | 25 novembre 2005  | David Owe                   | Vickie Jo Ringgaard     | Peter Hansen Andrea Elisabeth Rudolph        | Jens Werner Anne Laxholm Britt Bendixen Thomas Evers Poulsen |
| 3      | 15 septembre 2006 | 17 novembre 2006  | Christina Roslyng           | Steen Lund              | Claus Elming Christine Lorentzen             | Britt Bendixen Jens Werner Anne Laxholm Allan Tornsberg      |
| 4      | 14 septembre 2007 | 16 novembre 2007  | Robert Hansen               | Marianne Eihit          | Andrea Elisabeth Rudolph Claus Elming        | Britt Bendixen Jens Werner Anne Laxholm Allan Tornsberg      |
| 5      | 29 août 2008      | 31 octobre 2008   | Joachim Olsen               | Marianne Eihit          | Andrea Elisabeth Rudolph Claus Elming        | Britt Bendixen Jens Werner Anne Laxholm Allan Tornsberg      |
| 6      | 18 septembre 2009 | 20 novembre 2009  | Casper Elgaard              | Vickie Jo Ringgaard     | Andrea Elisabeth Rudolph Claus Elming        | Britt Bendixen Jens Werner Anne Laxholm Allan Tornsberg      |
| 7      | 17 septembre 2010 | 19 novembre 2010  | Cecilie Hother              | Mads Vad                | Claus Elming Christiane Schaumberg-Müller    | Britt Bendixen Jens Werner Anne Laxholm Allan Tornsberg      |
| 8      | 9 septembre 2011  | 25 novembre 2011  | Sophie Fjellvang-Sølling    | Silas Holst             | Claus Elming Christiane Schaumberg-Müller    | Britt Bendixen Jens Werner Anne Laxholm Nikolaj Hübbe        |
| 9      | 7 septembre 2012  | 9 novembre 2012   | Joakim Ingversen            | Claudia Rex             | Claus Elming Christiane Schaumberg-Müller    | Britt Bendixen Jens Werner Anne Laxholm Nikolaj Hübbe        |
| 10     | 13 septembre 2013 | 29 novembre 2013  | Mie Skov                    | Mads Vad                | Claus Elming Sarah Grünewald                 | Britt Bendixen Jens Werner Anne Laxholm Nikolaj Hübbe        |
| 11     | 12 septembre 2014 | 28 novembre 2014  | Sara Maria Franch-Mærkedahl | Silas Holst             | Claus Elming Sarah Grünewald                 | Britt Bendixen Jens Werner Anne Laxholm Nikolaj Hübbe        |
| 12     | 11 septembre 2015 | 27 novembre 2015  | Ena Spottag                 | Thomas Evers Poulsen    | Claus Elming Sarah Grünewald                 | Britt Bendixen Jens Werner Anne Laxholm Nikolaj Hübbe        |
| 13     | 9 septembre 2016  | 25 novembre 2016  | Sarah Mahfoud               | Morten Kjeldgaard       | Claus Elming Sarah Grünewald                 | Britt Bendixen Jens Werner Anne Laxholm Nikolaj Hübbe        |
| 14     | 8 septembre 2017  | 24 novembre 2017  | Sofie Lassen-Kahlke         | Michael Olesen          | Claus Elming Sarah Grünewald                 | Britt Bendixen Jens Werner Anne Laxholm Nikolaj Hübbe        |
| 15     | 7 septembre 2018  | 23 novembre 2018  | Simon Stenspil              | Asta Bjórk Ivarsdottir  | Christiane Schaumberg-Müller Sarah Grünewald | Britt Bendixen Jens Werner Anne Laxholm Nikolaj Hübbe        |
| 16     | 13 septembre 2019 | 29 novembre 2019  | Jakob Fauerby               | Silas Holst             | Christiane Schaumberg-Müller Sarah Grünewald | Jens Werner Anne Laxholm Marianne Eihilt Nikolaj Hübbe       |
| 17     | 2 octobre 2020    | 19 décembre 2020  | Merete Mærkedahl            | Thomas Evers Poulsen    | Christiane Schaumberg-Müller Sarah Grünewald | Jens Werner Anne Laxholm Marianne Eihilt Nikolaj Hübbe       |

## Nouvelle-Zélande (2005- )
L'émission s'intitule Dancing with the Stars.
| Saison | Nombre de couples | Date de         | Date de         | Places d'honneur                    | Places d'honneur                   | Places d'honneur                       |
| Saison | Nombre de couples | lancement       | finale          | Vainqueur                           | Deuxième                           | Troisième                              |
| ------ | ----------------- | --------------- | --------------- | ----------------------------------- | ---------------------------------- | -------------------------------------- |
| 1      | 8                 | 1er mai 2005    | 19 juin 2005    | Norm Hewitt et Carol-Ann Hickmore   | Shane Cortese et Nerida Lister     | NC                                     |
| 2      | 8                 | 7 mai 2006      | 25 juin 2006    | Lorraine Downes et Aaron Gilmore    | Beatrice Faumuina et Brian Jones   | NC                                     |
| 3      | 8                 | 10 avril 2007   | 29 mai 2007     | Suzanne Paul et Stefano Oliveri     | Megan Alatini et Jonny Williams    | NC                                     |
| 4      | 8                 | 26 février 2008 | 15 avril 2008   | Temepara George et Stefano Oliveri  | Monty Betham et Nerida Jantti      | NC                                     |
| 5      | 8                 | 3 mars 2009     | 21 avril 2009   | Tamati Coffey et Samantha Hitchcock | Barbara Kendall et Jonny Williams  | NC                                     |
| 6      | 10                | 31 mai 2015     | 19 juillet 2015 | Simon Barnett et Vanessa Cole       | Chrystal Chenery et Jonny Williams | Siobhan Marshall et Charlie Billington |
| 7      | 12                | 29 avril 2018   | 1 juillet 2018  | Samantha Hayes et Aaron Gilmore     | Chris Harris et Vanessa Cole       | Jess Quinn et Jonny Williams           |
| 8      | 12                | 14 avril 2019   | 16 juin 2019    | Manu Vatuvei et Loryn Reynolds      | Laura Daniel et Shae Mountain      | Clinton Randell et Brittany Coleman    |

| Présentation           | Saison | Saison | Saison | Saison | Saison | Saison | Saison | Saison | Saison |
| Présentation           | 1      | 2      | 3      | 4      | 5      | 6      | 7      | 8      | 9      |
| ---------------------- | ------ | ------ | ------ | ------ | ------ | ------ | ------ | ------ | ------ |
| Jason Gunn             |        |        |        |        |        |        |        |        |        |
| Candy Lane             |        |        |        |        |        |        |        |        |        |
| Dominic Bowden         |        |        |        |        |        |        |        |        |        |
| Sharyn Casey           |        |        |        |        |        |        |        |        |        |
| Dai Henwood            |        |        |        |        |        |        |        |        |        |
| Juge                   | Saison | Saison | Saison | Saison | Saison | Saison | Saison | Saison | Saison |
| Juge                   | 1      | 2      | 3      | 4      | 5      | 6      | 7      | 8      | 9      |
| Alison Leonard         |        |        |        |        |        |        |        |        |        |
| Brendan Cole           |        |        |        |        |        |        |        |        |        |
| Paul Mercurio          |        |        |        |        |        |        |        |        |        |
| Donna Dawson           |        |        |        |        |        |        |        |        |        |
| Carol-Ann Hickmore     |        |        |        |        |        |        |        |        |        |
| Craig Revel Horwood    |        |        |        |        |        |        |        |        |        |
| Candy Lane             |        |        |        |        |        |        |        |        |        |
| Stefano Olivieri       |        |        |        |        |        |        |        |        |        |
| Hayley Holt            |        |        |        |        |        |        |        |        |        |
| Rachel White           |        |        |        |        |        |        |        |        |        |
| Camilla Sacre-Dallerup |        |        |        |        |        |        |        |        |        |
| Julz Tocker            |        |        |        |        |        |        |        |        |        |
| Laura Daniel           |        |        |        |        |        |        |        |        |        |

## Israël (2005-2012, 2022-)
L'émission s'intitule Rokdim Im Kokhavim.
À noter qu'en 2010 lors de la saison 6, Pamela Anderson est invitée à se produire sur la scène de l'émission. Elle a été candidate lors des saisons 10 et 15 américaine, 7 argentine et 9 française.
Après un arrêt de 10 ans, l'émission revient en 2022, pour une 8e saison. 
En 2025 lors de la saison 11, une danse avec un coupe de danseur et danseuse professionnel parodie Donald Trump et Melania Trump.

## États-Unis (2005- )
| Saison | Date du lancement | Date de la finale | Classement         | Classement        | Classement            |
| ------ | ----------------- | ----------------- | ------------------ | ----------------- | --------------------- |
| Saison | Date du lancement | Date de la finale | Vainqueur          | Deuxième          | Troisième             |
| 1      | 1er juin 2005     | 6 juillet 2005    | Kelly Monaco       | John O'Hurley     | Joey McIntyre         |
| 2      | 5 janvier 2006    | 26 février 2006   | Drew Lachey        | Jerry Rice        | Stacy Keibler         |
| 3      | 12 septembre 2006 | 15 novembre 2006  | Emmitt Smith       | Mario López       | Joseph Lawrence       |
| 4      | 19 mars 2007      | 22 mai 2007       | Apolo Anton Ohno   | Joey Fatone       | Laila Ali             |
| 5      | 24 septembre 2007 | 27 novembre 2007  | Hélio Castroneves  | Mel B             | Marie Osmond          |
| 6      | 17 mars 2008      | 20 mai 2008       | Kristi Yamaguchi   | Jason Taylor      | Cristián de la Fuente |
| 7      | 22 septembre 2008 | 25 novembre 2008  | Brooke Burke       | Warren Sapp       | Lance Bass            |
| 8      | 17 mars 2009      | 19 mai 2009       | Shawn Johnson      | Gilles Marini     | Melissa Rycroft       |
| 9      | 21 septembre 2009 | 24 novembre 2009  | Donny Osmond       | Mýa               | Kelly Osbourne        |
| 10     | 22 mars 2010      | 25 mai 2010       | Nicole Scherzinger | Evan Lysacek      | Erin Andrews          |
| 11     | 20 septembre 2010 | 23 novembre 2010  | Jennifer Grey      | Kyle Massey       | Bristol Palin         |
| 12     | 21 mars 2011      | 24 mai 2011       | Hines Ward         | Kirstie Alley     | Chelsea Kane          |
| 13     | 19 septembre 2011 | 22 novembre 2011  | J.R. Martinez      | Rob Kardashian    | Ricki Lake            |
| 14     | 19 mars 2012      | 22 mai 2012       | Donald Driver      | Katherine Jenkins | William Levy          |
| 15     | 24 septembre 2012 | 27 novembre 2012  | Melissa Rycroft    | Shawn Johnson     | Kelly Monaco          |
| 16     | 18 mars 2013      | 21 mai 2013       | Kellie Pickler     | Zendaya           | Jacoby Jones          |
| 17     | 16 septembre 2013 | 26 novembre 2013  | Amber Riley        | Corbin Bleu       | Jack Osbourne         |
| 18     | 17 mars 2014      | 20 mai 2014       | Meryl Davis        | Amy Purdy         | Candace Cameron Bure  |
| 19     | 15 septembre 2014 | 25 novembre 2014  | Alfonso Ribeiro    | Sadie Robertson   | Janel Parrish         |
| 20     | 16 mars 2015      | 19 mai 2015       | Rumer Willis       | Riker Lynch       | Cristián de la Fuente |
| 21     | 14 septembre 2015 | 24 novembre 2015  | Bindi Irwin        | Nick Carter       | Alek Skarlatos        |
| 22     | 21 mars 2016      | 24 mai 2016       | Nyle DiMarco       | Paige VanZant     | Ginger Zee            |
| 23     | 12 septembre 2016 | 22 novembre 2016  | Laurie Hernandez   | James Hinchcliffe | Calvin Johnson        |
| 24     | 20 mars 2017      | 23 mai 2017       | Rashad Jennings    | David Ross        | Normani Kordei        |
| 25     | 18 septembre 2017 | 21 novembre 2017  | Jordan Fisher      | Lindsey Stirling  | Frankie Muniz         |
| 26     | 30 avril 2018     | 21 mai 2018       | Adam Rippon        | Josh Norman       | Tonya Harding         |
| 27     | 24 septembre 2018 | 19 novembre 2018  | Bobby Bones        | Milo Manheim      | Evanna Lynch          |
| 28     | 16 septembre 2019 | 25 novembre 2019  | Hannah Brown       | Kel Mitchell      | Ally Brooke           |
| 29     | 14 septembre 2020 | 23 novembre 2020  | Kaitlyn Bristowe   | Nev Schulman      | Nelly                 |
| 30     | 20 septembre 2021 | 22 novembre 2021  | Iman Shumpert      | JoJo Siwa         | Cody Rigsby           |
| 31     | 19 septembre 2022 | 21 novembre 2022  | Charli D'Amelio    | Gabby Windey      | Wayne Brady           |
| 32     | 26 septembre 2023 | 5 décembre 2023   | Xochitl Gomez      | Jason Mraz        | Ariana Madix          |
| 33     | 17 septembre 2024 | TBA               | TBA                | TBA               | TBA                   |

## Autriche (2005- )
La version autrichienne se nomme Dancing Stars.

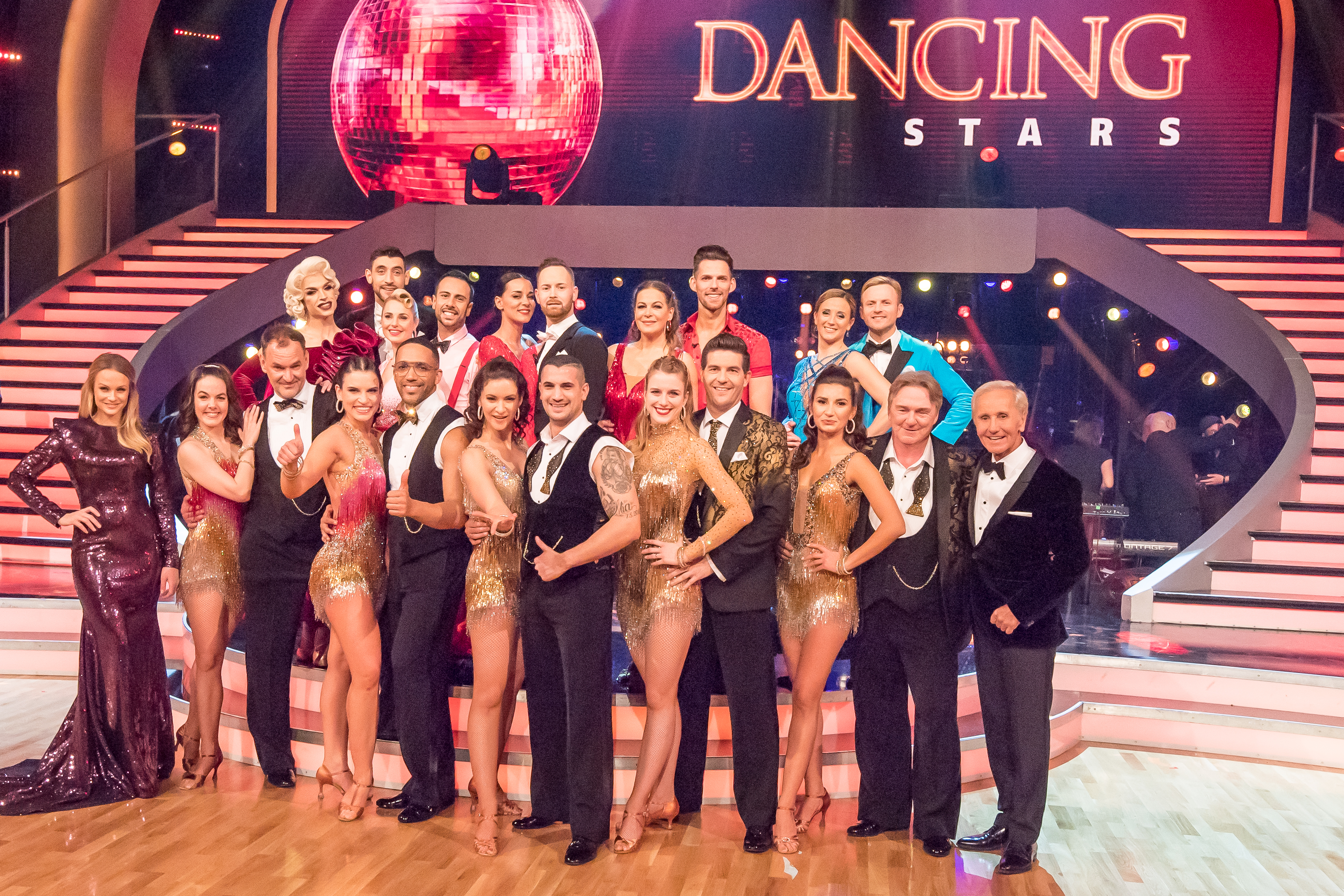
Le casting de la saison 13 de Dancing Stars.

## Suède (2006- )
La version suédoise se nomme Let's Dance.
| Vainqueur | Deuxième place  | Troisième place |    |    |                                               |                                                |                                           |
| 1         | 6 janvier 2006  | 10 mars 2006    | 10 | 10 | Måns Zelmerlöw et Maria Karlsson              | Anna Book et David Watson                      | Viktor Åkerblom Nilsson et Carin da Silva |
| 2         | 12 janvier 2007 | 30 mars 2007    | 12 | 12 | Martin Lidberg et Cecilia Ehrling             | Tobias Blom et Annika Sjöö                     | Erica Johansson et Daniel da Silva        |
| 3         | 11 janvier 2008 | 28 mars 2008    | 12 | 12 | Tina Nordström et Tobias Karlsson             | Tony Rickardsson et Annika Sjöö                | Karl Petter Bergvall et Jeanette Carlsson |
| 4         | 9 janvier 2009  | 27 mars 2009    | 12 | 12 | Magnus Samuelsson et Annika Sjöö              | Laila Bagge et Tobias Wallin                   | Morgan Alling et Helena Fransson          |
| 5         | 8 janvier 2010  | 26 mars 2010    | 12 | 12 | Mattias Andréasson et Cecilia Ehrling         | Claudia Galli et Tobias Wallin                 | Willy Björkman et Charlotte Sinclair      |
| 6         | 7 janvier 2011  | 25 mars 2011    | 12 | 12 | Jessica Andersson et Kristjan Lootus          | Frank Andersson et Charlotte Sinclair          | Tina Thörner et Tobias Karlsson           |
| 7         | 30 mars 2012    | 1er juin 2012   | 10 | 10 | Anton Hysén et Sigrid Bernson                 | Molly Nutley et Calle Sterner                  | Marcus Schenkenberg et Maria Bild         |
| 8         | 29 mars 2013    | 31 mai 2013     | 10 | 10 | Markoolio et Cecilia Ehrling                  | Oscar Zia et Maria Bild                        | Maria Montazami et Kristjan Lootus        |
| 9         | 28 février 2014 | 9 mai 2014      | 11 | 11 | Benjamin Ingrosso et Sigrid Bernson           | Steffo Törnquist et Cecilia Ehrling            | Gunhild Carling et Kristjan Lootus        |
| 10        | 27 février 2015 | 24 avril 2015   | 9  | 9  | Ingemar Stenmark et Cecilia Ehrling           | Marie Serneholt et Kristjan Lootus             | Jonas Björkman et Veera Kinnunen          |
| 11        | 11 mars 2016    | 20 mai 2016     | 11 | 11 | Elisa Lindström et Yvo Eussen                 | Bianca Wahlgren Ingrosso et Alexander Svanberg | Thomas Wassberg et Malin Watson           |
| 12        | 10 mars 2017    | 12 mai 2017     | 10 | 9  | Jesper Blomqvist et Malin Watson              | Anja Pärson et Calle Sterner                   | Ellen Bergström et Jonathan Näslund       |
| 13        | 23 mars 2018    | 1er juin 2018   | 11 | 11 | Jon Henrik Fjällgren et Katja Luján Engelholm | Daniel Norberg et Maria Zimmerman              | Gunde Svan et Jeanette Carlsson           |
| 14        | 22 mars 2019    | 31 mai 2019     | 11 | 11 | Kristin Kaspersen et Calle Sterner            | Magdalena Forsberg et Fredric Brunberg         | Lance Hedman Graaf et Linn Hegdal         |
| 15        | 20 mars 2020    | 29 mai 2020     | 10 | 8  | John Lundvik et Linn Hegdal                   | Sussie Eriksson et Calle Sterner               | Anders Svensson et Maria Zimmerman        |

## Russie (2006- )
En Russie l'émission s'appelle Танцы со звёздами. Le premier épisode a été diffusé le 14 janvier 2006.

### Saison 12 (2021)
| Candidat           | Occupation                                        | Partenaire           | Départ semaine | Résultat       |
| ------------------ | ------------------------------------------------- | -------------------- | -------------- | -------------- |
| David Manukyan     | Rappeur                                           | Dariya Palyey        |                | En compétition |
| Ekaterina Guseva   | Actrice                                           | Evgeny Papunaishvili |                | En compétition |
| Sergey Lazarev     | Chanteur ayant participé à l'Eurovision deux fois | Ekaterina Osipova    |                | En compétition |
| Dmitry Lysenkov    | Acteur                                            | Olga Nikolaeva       |                | En compétition |
| Yanina Studilina   | Actrice                                           | Denis Tagintsev      |                | En compétition |
| Katerina Chpitsa   | Actrice                                           | Mikhail Schepkin     |                | En compétition |
| Anton Shagin       | Acteur                                            | Ulyana Maksimkina    |                | En compétition |
| Alexander Stepanov | Rappeur                                           | Evgeniya Tolstaya    |                | En compétition |
| Evgeny Morozov     | Acteur                                            | Inna Svechnikova     |                | En compétition |
| Dmitry Dyuzhev     | Acteur                                            | Maria Smolnikova     |                | En compétition |
| Igor Mirkurbanov   | Acteur                                            | Daria Shelyganova    |                | En compétition |

## Norvège (2006- )
En Norvège l'émission s'appelle Skal vi danse?
| Saison | Nombre de couples | Nombre de semaines | Duration                         | Places d'honneur                              | Places d'honneur                             | Places d'honneur                         |
| Saison | Nombre de couples | Nombre de semaines | Duration                         | Première place                                | Deuxième place                               | Troisième place                          |
| ------ | ----------------- | ------------------ | -------------------------------- | --------------------------------------------- | -------------------------------------------- | ---------------------------------------- |
| 1      | 10                | 10                 | 15 janvier au 19 mars 2006       | Katrine Moholt et Bjørn Wettre Holthe         | Guri Schanke et Tom-Arild Hansen             | Terje Sporsem et Cecilie Brinck Rygel    |
| 2      | 10                | 10                 | 22 septembre au 24 novembre 2006 | Kristian Ødegård et Alexandra Kakourina       | Susann Goksør Bjerkrheim et Asmund Grinaker  | Tone Damli Aaberge et Tom-Erik Nilsen    |
| 3      | 10                | 10                 | 21 septembre au 23 novembre 2007 | Tshawe Baqwa et Maria Sandvik                 | Mona Grudt et Glenn Jørgen Sandaker          | Dag Otto Lauritzen et Gyda Bloch Thorsen |
| 4      | 11                | 10                 | 12 septembre au 14 novembre 2008 | Lene Alexandra Øien et Tom-Erik Nilsen        | Tore André Flo et Nadya Khamitskaya          | Mikkel Gaup et Therese Cleve             |
| 5      | 11                | 10                 | 19 septembre au 21 novembre 2009 | Carsten Skjelbreid et Elena Bokoreva Wiulsrud | Mia Gundersen et Glenn Jørgen Sandaker       | Hallvard Flatland et Alexandra Kakourina |
| 6      | 12                | 12                 | 11 septembre au 27 novembre 2010 | Åsleik Engmark et Nadya Khamitskaya           | Aylar Lie et Egor Filipenko                  | Stig Henrik Hoff et Alexandra Kakourina  |
| 7      | 10                | 10                 | 10 septembre au 13 novembre 2011 | Atle Pettersen et Marianne Sandaker           | Kari Traa et Egor Filipenko                  | Lars Bohinen et Alexandra Kakourina      |
| 8      | 11                | 11                 | 8 septembre au 17 novembre 2012  | Hanne Sørvaag et Egor Filipenko               | Ben Adams et Tone Jacobsen                   | Cathrine Larsåsen et Tom-Erik Nilsen     |
| 9      | 11                | 11                 | 14 septembre au 23 novembre 2013 | Eirik Søfteland et Nadya Khamitskaya          | Kim-Daniel Sannes et Elena Bokoreva Wiulsrud | Kathrine Sørland et Tom-Erik Nilsen      |
| 10     | 12                | 12                 | 30 août au 15 novembre 2014      | Agnete Johnsen et Egor Filipenko              | Roar Strand et Nadya Khamitskaya             | Linnéa Myhre et Alexander Svanberg       |

## Afrique du Sud (2006-2015, 2018)
En Afrique du Sud l'émission s'intitule d'abord Strictly Come Dancing (2006 à 2015), et ensuite Dancing with the Stars (2018).
À noter la participation de Trevor Noah lors de la saison 4, en 2008. Plus tard il deviendra l'animateur de la célèbre émission américaine The Daily Show.

## Allemagne (2006- )
La version allemande se nomme Let's Dance.
| Saison | Nombre de | Nombre de | Date            | Date         | Places d'honneur                       | Places d'honneur                                | Places d'honneur                      |
| Saison | couples   | semaines  | Lancement       | Finale       | 1re place                              | 2e place                                        | 3e place                              |
| ------ | --------- | --------- | --------------- | ------------ | -------------------------------------- | ----------------------------------------------- | ------------------------------------- |
| 1      | 8         | 8         | 3 avril 2006    | 21 mai 2006  | Wayne Carpendale et Isabel Edvardsson  | Wolke Hegenbarth et Oliver Seefeldt             | Sandy Mölling et Roberto Albanese     |
| 2      | 10        | 8         | 14 mai 2007     | 30 juin 2007 | Susan Sideropoulos et Christian Polanc | Katja Ebstein et Oliver Seefeldt                | Giovane Élber et Isabel Edvardsson    |
| 3      | 10        | 8         | 9 avril 2010    | 28 mai 2010  | Sophia Thomalla et Massimo Sinató      | Sylvie van der Vaart et Christian Polanc/Bärens | Nina Bott et Roberto Alabanese        |
| 4      | 10        | 9         | 23 mars 2011    | 18 mai 2011  | Maite Kelly et Christian Polanc        | Moritz A. Sachs et Melissa Ortiz-Gomez          | Thomas Karaoglan et Sarah Latton      |
| 5      | 12        | 11        | 14 mars 2012    | 23 mai 2012  | Magdalena Brzeska et Erich Klann       | Rebecca Mir et Massimo Sinató                   | Stefanie Hertel et Sergiy Plyuta      |
| 6      | 10        | 9         | 5 avril 2013    | 31 mai 2013  | Manuel Cortez et Melissa Ortiz-Gomez   | Sila Sahin et Christian Polanc                  | Paul Janke et Ekaterina Leonova       |
| 7      | 10        | 9         | 28 mars 2014    | 30 mai 2014  | Alexander Klaws et Isabel Edvardsson   | Tanja Szewczenko et Willi Gabalier              | Carmen Geiss et Christian Polanc      |
| 8      | 14        | 12        | 13 mars 2015    | 5 juin 2015  | Hans Sarpei et Kathrin Menzinger       | Minh-Khai Phan-Thi et Massimo Sinató            | Matthias Steiner et Ekaterina Leonova |
| 9      | 14        | 12        | 11 mars 2016    | 3 juin 2016  | Victoria Swarovski et Erich Klann      | Sarah Lombardi et Robert Beitsch                | Jana Pallaske et Massimo Sinató       |
| 10     | 15        | 13        | 24 février 2017 | 9 juin 2017  | Gil Ofarim et Ekaterina Leonova        | Vanessa Mai et Christian Polanc                 | Angelina Kirsch et Massimo Sinató     |
| 11     | 14        | 13        | 16 mars 2018    | 8 juin 2018  | Ingolf Lück et Ekaterina Leonova       | Judith Williams et Erich Klann                  | Barbara Meier et Sergiu Luca          |
| 12     | 14        | 13        | 15 mars 2019    | 14 juin 2019 | Pascal Hens et Ekaterina Leonova       | Ella Endlich et Valentin Lusin                  | Benjamin Piwko et Isabel Edvardsson   |
| 13     | 14        | 13        | 21 février 2020 | 22 mai 2020  | Lili Paul-Roncalli et Massimo Sinató   | Moritz Hans et Renata Lusin                     | Luca Hänni et Christina Luft          |
| 14     | 14        | 13        | 26 février 2021 | 28 mai 2021  | Rúrik Gíslason et Renata Lusin         | Valentina Pahde et Valentin Lusin               | Nicolas Puschmann et Vadim Garbuzov   |
| 15     | 14        | 13        | 18 février 2022 |              |                                        |                                                 |                                       |

| Présentation       | Saison   | Saison   | Saison    | Saison    | Saison   | Saison   | Saison   | Saison   | Saison    | Saison   | Saison | Saison    | Saison   | Saison   | Saison |
| Présentation       | 1        | 2        | 3         | 4         | 5        | 6        | 7        | 8        | 9         | 10       | 11     | 12        | 13       | 14       | 15     |
| ------------------ | -------- | -------- | --------- | --------- | -------- | -------- | -------- | -------- | --------- | -------- | ------ | --------- | -------- | -------- | ------ |
| Nazan Eckes        |          |          |           |           |          |          |          |          |           |          |        | candidate |          |          |        |
| Hape Kerkeling     |          |          |           |           |          |          |          |          |           |          |        |           |          |          |        |
| Daniel Hartwich    |          |          |           |           |          |          |          |          |           |          |        |           |          |          |        |
| Sylvie Meis        |          |          | candidate |           |          |          |          |          |           |          |        |           |          |          |        |
| Victoria Swarovski |          |          |           |           |          |          |          |          | candidate |          |        |           |          |          |        |
| Juge               | Saison   | Saison   | Saison    | Saison    | Saison   | Saison   | Saison   | Saison   | Saison    | Saison   | Saison | Saison    | Saison   | Saison   | Saison |
| Juge               | 1        | 2        | 3         | 4         | 5        | 6        | 7        | 8        | 9         | 10       | 11     | 12        | 13       | 14       | 15     |
| Joachim Llambi     |          |          |           |           |          |          |          |          |           |          |        |           |          |          |        |
| Michael Hull       |          |          |           |           |          |          |          |          |           |          |        |           |          |          |        |
| Markus Schöffl     |          |          |           |           |          |          |          |          |           |          |        |           |          |          |        |
| Katarina Witt      |          |          |           |           |          |          |          |          |           |          |        |           |          |          |        |
| Ute Lemper         |          |          |           |           |          |          |          |          |           |          |        |           |          |          |        |
| Harald Glööckler   |          |          |           |           |          |          |          |          |           |          |        |           |          |          |        |
| Peter Kraus        |          |          |           |           |          |          |          |          |           |          |        |           |          |          |        |
| Isabel Edvardsson  | danseuse | danseuse |           | danseuse  | danseuse | danseuse | danseuse | danseuse | danseuse  | danseuse |        | danseuse  | danseuse | danseuse |        |
| Motsi Mabuse       |          | danseuse | danseuse  |           |          |          |          |          |           |          |        |           |          |          |        |
| Roman Frieling     |          |          |           |           |          |          |          |          |           |          |        |           |          |          |        |
| Maite Kelly        |          |          |           | candidate |          |          |          |          |           |          |        |           |          |          |        |
| Jorge González     |          |          |           |           |          |          |          |          |           |          |        |           |          |          |        |
| Dieter Bohlen      |          | invité   |           |           |          |          |          |          |           |          |        |           |          |          |        |

## Argentine (2006- )
L'émission porte le nom de Bailando por un Sueño. Ici, l'émission à une durée très longue, et les candidats peuvent participer plusieurs fois au programme.
Des étrangers à l'Amérique latine sont candidats, comme lors de la saison 6 (Lorenzo Lamas), de la saison 7 (Mike Tyson et Pamela Anderson), de la saison 11 (Evander Holyfield).
Lors de la saison 8 en 2012, Leandro Penna, le compagnon de l'époque de Katie Price est candidat. Elle apparaît donc par vidéo.
La saison 15, initialement prévue en 2020, a été décalée d'un an à cause de la Pandémie de Covid-19 en Argentine. L'ancien footballeur Claudio García est le premier candidat. Finalement la saison est annulée, et la saison 15 débute en mai 2021 avec un nouveau casting.
| Saison | Nombre de couples | Duration                        | Places d'honneur                          | Places d'honneur                      | Places d'honneur |
| Saison | Nombre de couples | Duration                        | Première place                            | Deuxième place                        |                  |
| ------ | ----------------- | ------------------------------- | ----------------------------------------- | ------------------------------------- | ---------------- |
| 1      | 8                 | 17 avril au 1er juin 2006       | Carmen Barbieri et Cristian Ponce         | Dady Brieva et Mirtha Lima            |                  |
| 2      | 12                | 3 juillet au 25 septembre 2006  | Florencia de la V et Manuel Rodríguez     | Emilia Attías et Lucas Tortorici      |                  |
| 3      | 15                | 2 octobre au 21 décembre 2006   | Carla Conte et Guillermo Conforte         | María Vázquez et Diego Bogado         |                  |
| 4      | 32                | 16 avril au 6 novembre 2007     | Celina Rucci et Matías Sayago             | Paula Robles et Franco Tabenero       |                  |
| 5      | 40                | 14 avril au 11 décembre 2008    | Carolina Ardohain et Nicolás Armengol     | Laura Fidalgo et Miguel Brandán       |                  |
| 6      | 31                | 4 mai au 20 décembre 2010       | Mole Moli et Mariana Conci                | Paula Chaves et Franco Tabernero      |                  |
| 7      | 36                | 16 mai au 22 décembre 2011      | Hernán Piquín et Noelia Pompa             | Tito Speranza et Nadia Hair           |                  |
| 8      | 29                | 11 juin au 22 décembre 2012     | Hernán Piquín et Noelia Pompa             | Magdalena Bravi et Jorge Moliniers    |                  |
| 9      | 23                | 28 avril au 19 décembre 2014    | Anita Martínez et Bicho Gómez             | Hernán Piquín et Cecilia Figaredo     |                  |
| 10     | 27                | 11 mai au 21 décembre 2015      | Federico Bal et Laura Fernández           | Ailén Bechara et Fernando Bertona     |                  |
| 11     | 26                | 30 mai au 19 décembre 2016      | Peter Alfonso et Florencia Vigna          | Ezequiel Cwirkaluk et Bárbara Silenzi |                  |
| 12     | 28                | 29 mai au 18 décembre 2017      | Florencia Vigna et Gonzalo Gerber         | Federico Bal et Laura Fernández       |                  |
| 13     | 21                | 3 septembre au 20 décembre 2018 | Julián Serrano et Sofía Morandi           | Jimena Barón et Mauro Caiazza         |                  |
| 14     | 26                | 29 avril au 16 décembre 2019    | Nicolás Occhiato et Florencia Jazmín Peña | Florencia Vigna et Facundo Mazzei     |                  |
| 15     |                   | 17 mai au décembre 2021         |                                           |                                       |                  |

## Estonie (2006-2011)
En Estonie l’émission s’intitule Tantsud tähtedega.
À noter que le chanteur Koit Toome, qui a représenté son pays aux Concours Eurovision de la chanson 1998 et 2017, a remporté la saison 2 en 2007.

## Slovaquie (2006- )
En Slovaquie l'émission est diffusée sous le nom Let's Dance, et depuis le 8 octobre 2006.
En 2025, lors de la saison 10, Peter Sagan est candidat.

### Saison 10 (2025)
La saison 10 débute le 2 mars 2025.
Elle est animée par Jana Kovalčíková et Anna Jakab Rakovská.
Les juges sont : Ján Ďurovčík, Tatiana Drexler et Adam Bardy.
Chaque semaines des juges sont invités : 
- semaine 1 : Paula Abdul
- semaine 2 : Petra Polnišová
- semaine 3 : Gabriela Marcinková
- semaine 4 : Zdena Studenková
- semaine 5 : Nela Pocisková
- semaine 6 : Dara Rolins

| Candidat           | Occupation                                       | Partenaire          | Départ semaine | Résultat       |
| ------------------ | ------------------------------------------------ | ------------------- | -------------- | -------------- |
| Peter Sagan        | Champion du monde de cyclisme sur route          | Eliška Lenčešová    |                | En compétition |
| Eva Burešová       | Actrice tchèque                                  | Matyáš Adamec       |                | En compétition |
| Marek Rozkoš       | Acteur                                           | Ekaterina Osipova   |                | En compétition |
| Ráchel Šoltésová   | Actrice                                          | Titus Ablorh        |                | En compétition |
| Kristián Baran     | Acteur                                           | Dominika Rošková    |                | En compétition |
| Zuzana Porubjaková | Actrice                                          | Jaroslav Ihring     |                | En compétition |
| Juraj Kemka        | Comédien                                         | Natália Glosíková   | 6              | Éliminé        |
| Zuzana Mauréry     | Actrice récompensée deux fois d'un Slnko v sieti | Matej Chren         | 5              | Éliminée       |
| Šimon Jakuš        | Acteur et champion de tennis de table            | Patrícia Piešťanská | 4              | Éliminé        |
| Simona Leskovská   | Mannequin et animatrice de télévision            | Vilém Šír           | 3              | Éliminée       |
| Adam Šedro         | Candidat de Love Island                          | Jasmin Affašová     | 2              | Éliminé        |

## Ukraine (2006- )
En Ukraine l’émission s’intitule Tantsi z zirkamy.
À noter que le vainqueur de la saison 1 est Volodymyr Zelensky, qui deviendra en 2019 le Président d'Ukraine.
| Saison | Nombre de couples | Nombre de semaines | Diffusion                         | Places d'honneur                       | Places d'honneur                         | Places d'honneur                        |
| Saison | Nombre de couples | Nombre de semaines | Diffusion                         | Vainqueur                              | Deuxième                                 | Troisième                               |
| ------ | ----------------- | ------------------ | --------------------------------- | -------------------------------------- | ---------------------------------------- | --------------------------------------- |
| 1      | 8                 | 8                  | 8 octobre 2006 - 26 novembre 2006 | Volodymyr Zelensky et Olena Shoptenko  | Natalia Mohylevska et Vladyslav Yama     | Ruslana Pysanka et Mykola Kovalenko     |
| 2      | 8                 | 8                  | 10 mars 2007 - 28 avril 2007      | Lilia Podkopayeva et Serhiy Kostetskyi | Oleg Skripka et Yelyzaveta Druzhynina    | Yevhen Koshovyi et Kateryna Tryshyna    |
| 3      | 8                 | 8                  | 14 octobre 2007 - 2 décembre 2007 | Marcin Mroczek et Hanna Pelypenko      | Natalia Mohylevska et Vladyslav Yama     | Lilia Podkopayeva et Kyrylo Khitrov     |
| 4      | 14                | 14                 | 26 février 2011 - 28 mai 2011     | Stass Šurins et Olena Pul              | Liliya Rebryk et Andriy Dykyi            | Volodymyr Tkachenko et Iryna Leshchenko |
| 5      | 10                | 10                 | 27 août 2017 - 29 octobre 2017    | Natalia Mohylevska et Ihor Kuzmenko    | Nadia Dorofeeva et Yevhen Kot            | Ahtem Seytablayev et Olena Shoptenko    |
| 6      | 14                | 14                 | 26 août 2018 - 25 novembre 2018   | Ihor Lastochkin et Ilona Hvozdeva      | Lesya Nikitjuk et Max Ezhov              | Irakli Makatsaria et Yana Zayets        |
| 7      | 14                | 14                 | 25 août 2019 - 24 novembre 2019   | Kseniya Mishyna et Yevhen Kot          | Ganna Rizatdinova et Oleksandr Prokhorov | Victoria Boulitko et Dmytro Dikusar     |

## Tchéquie (2006- )
L'émission s'intitule StarDance.
| Saison | Nombre de couples | Nombre de semaines | Dates de diffusion                   | Places d'honneur                          | Places d'honneur                   | Places d'honneur                    |
| Saison | Nombre de couples | Nombre de semaines | Dates de diffusion                   | Vainqueur                                 | Deuxième                           | Troisième                           |
| ------ | ----------------- | ------------------ | ------------------------------------ | ----------------------------------------- | ---------------------------------- | ----------------------------------- |
| 1      | 8                 | 8                  | 4 novembre 2006 - 23 décembre 2006   | Roman Vojtek et Kristýna Coufalová        | Václav Vydra et Petra Kostovčíková | Tomáš Dvořák et Kamila Tománková    |
| 2      | 8                 | 8                  | 4 novembre 2007 - 23 décembre 2007   | Aleš Valenta et Iva Langerová             | Tatiana Vilhelmová et Petr Čadek   | Jiří Schmitzer et Simona Švrčková   |
| 3      | 8                 | 8                  | 1er novembre 2008 - 20 décembre 2008 | Dana Batulková et Jan Onder               | Zuzana Norisová et Jan Kliment     | Jaromír Bosák et Eva Krejčířová     |
| 4      | 8                 | 8                  | 30 octobre 2010 - 18 décembre 2010   | Pavel Kříž et Alice Stodůlková            | Aneta Langerová et Michal Kurtiš   | Monika Absolonová et Václav Masaryk |
| 5      | 8                 | 8                  | 3 novembre 2012 - 22 décembre 2012   | Kateřina Baďurová et Jan Onder            | Martin Procházka et Tereza Bufková | David Švehlík et Simona Švrčková    |
| 6      | 8                 | 8                  | 2 novembre 2013 - 21 décembre 2013   | Anna Polívková et Michal Kurtiš           | Taťána Kuchařová et Jan Onder      | Imrich Bugár et Jitka Šorfová       |
| 7      | 10                | 10                 | 17 octobre 2015 - 19 décembre 2015   | Marie Doležalová et Marek Zelinka         | Jitka Schneiderová et Marek Dědík  | Lukáš Pavlásek et Lucie Hunčárová   |
| 8      | 10                | 10                 | 8 octobre 2016 - 10 décembre 2016    | Zdeněk Piškula et Veronika Lálová         | Ondřej Bank et Eva Krejčířová      | Jana Plodková et Michal Padevět     |
| 9      | 10                | 10                 | 13 octobre 2018 - 15 décembre 2018   | Jiří Dvořák et Lenka Nora Návorková       | Pavla Tomicová et Marek Dědík      | David Svoboda et Veronika Lálová    |
| 10     | 10                | 10                 | 12 octobre 2019 - 14 décembre 2019   | Veronika Khek Kubařová et Dominik Vodička | Matouš Ruml et Natálie Otáhalová   | Jakub Vágner et Michaela Nováková   |

## France (2011- )
| Saison | Date du lancement | Date de la finale | Places d'honneur                     | Places d'honneur                     | Places d'honneur                   |
| ------ | ----------------- | ----------------- | ------------------------------------ | ------------------------------------ | ---------------------------------- |
| Saison | Date du lancement | Date de la finale | Premier                              | Deuxième                             | Troisième                          |
| 1      | 12 février 2011   | 19 mars 2011      | M. Pokora & Katrina Patchett         | Sofia Essaïdi & Maxime Dereymez      | David Ginola & Silvia Notargiacomo |
| 2      | 8 octobre 2011    | 19 novembre 2011  | Shy'm & Maxime Dereymez              | Philippe Candeloro & Candice Pascal  | Baptiste Giabiconi & Fauve Hautot  |
| 3      | 6 octobre 2012    | 1er décembre 2012 | Emmanuel Moire & Fauve Hautot        | Amel Bent & Christophe Licata        | Taïg Khris & Denitsa Ikonomova     |
| 4      | 28 septembre 2013 | 23 novembre 2013  | Alizée & Grégoire Lyonnet            | Brahim Zaibat & Katrina Patchett     | Laëtitia Milot & Christophe Licata |
| 5      | 27 septembre 2014 | 29 novembre 2014  | Rayane Bensetti & Denitsa Ikonomova  | Nathalie Péchalat & Grégoire Lyonnet | Brian Joubert & Katrina Patchett   |
| 6      | 24 octobre 2015   | 23 décembre 2015  | Loïc Nottet & Denitsa Ikonomova      | Priscilla Betti & Christophe Licata  | Olivier Dion & Candice Pascal      |
| 7      | 15 octobre 2016   | 16 décembre 2016  | Laurent Maistret & Denitsa Ikonomova | Camille Lou & Grégoire Lyonnet       | Artus & Marie Denigot              |
| 8      | 14 octobre 2017   | 13 décembre 2017  | Agustín Galiana & Candice Pascal     | Lennikim & Marie Denigot             | Tatiana Silva & Christophe Licata  |
| 9      | 29 septembre 2018 | 1er décembre 2018 | Clément Rémiens & Denitsa Ikonomova  | Iris Mittenaere & Anthony Colette    | Terence Telle & Fauve Hautot       |
| 10     | 21 septembre 2019 | 23 novembre 2019  | Sami El Gueddari & Fauve Hautot      | Ladji Doucouré & Inès Vandamme       | Elsa Esnoult & Anthony Colette     |
| 11     | 17 septembre 2021 | 26 novembre 2021  | Tayc & Fauve Hautot                  | Bilal Hassani & Jordan Mouillerac    | Michou & Elsa Bois                 |
| 12     | 9 septembre 2022  | 11 novembre 2022  | Billy Crawford & Fauve Hautot        | Carla & Pierre Mauduy                | Stéphane Legar & Calisson Goasdoué |
| 13     | 16 février 2024   | 26 avril 2024     | Natasha St-Pier & Anthony Colette    | Nico Capone & Inès Vandamme          | Inès Reg et Christophe Licata      |
| 14     | 7 février 2025    | 26 avril 2025     | Lénie Vacher & Jordan Mouillerac     | Florent Manaudou & Elsa Bois         | Adil Rami & Ana Riera              |

## Portugal (2013- )
L'émission s'appelle Dança com as Estrelas.
Katia Aveiro, sœur du footballeur Cristiano Ronaldo, participe à la saison 3.
| Saison | Nombre de couples | Nombre de semaines | Duration                           | Places d'honneur                | Places d'honneur                   | Places d'honneur                      |
| Saison | Nombre de couples | Nombre de semaines | Duration                           | Première place                  | Deuxième place                     | Troisième place                       |
| ------ | ----------------- | ------------------ | ---------------------------------- | ------------------------------- | ---------------------------------- | ------------------------------------- |
| 1      | 11                | 9                  | 28 juillet au 22 septembre 2013    | Sara Matos et André Branco      | Pedro Teixeira et Mónica Rosa      | Raquel Tavares et Edgar Branco        |
| 2      | 8                 | 7                  | 3 août au 14 septembre 2014        | Lourenço Ortigão et Mónica Rosa | David Carreira et Ana Cardoso      | Sílvia Rizzo et Pedro Borralho        |
| 3      | 11                | 12                 | 22 mars au 7 juillet 2015          | Sara Prata et Marco Moreira     | Bruno Cabrerizo et Bárbara Ribeiro | Vítor Silva Costa et Ana Cardoso      |
| 4      | 11                | 12                 | 9 décembre 2018 au 24 février 2019 | José Condessa et Ana Cardoso    | Kelly Bailey et André Madeira      | Tiago Teotónio Pereira et Sara Santos |
| 5      | 8                 |                    | À partir du 16 février 2020        |                                 |                                    |                                       |

## Irlande (2017- )
L'émission s'intitule Dancing with the Stars.
| Saison | Date de lancement | Date de la finale | Nombre de couples | Nombre de semaines | Vainqueurs                       | Deuxièmes                                                                                       |
| ------ | ----------------- | ----------------- | ----------------- | ------------------ | -------------------------------- | ----------------------------------------------------------------------------------------------- |
| 1      | 8 janvier 2017    | 26 mars 2017      | 11                | 12                 | Aidan O'Mahony et Valeria Milova | Aoibhín Garrihy et Vitali Kozmin Denise McCormack et Ryan McShane                               |
| 2      | 7 janvier 2018    | 25 mars 2018      | 11                | 12                 | Jake Carter et Karen Byrne       | Anna Geary et Kai Widdrington Deirdre O'Kane et John Nolan                                      |
| 3      | 6 janvier 2019    | 24 mars 2019      | 11                | 12                 | Mairéad Ronan et John Nolan      | Johnny Ward et Emily Barker Cliona Hagan et Robert Rowiński                                     |
| 4      | 5 janvier 2020    | 15 mars 2020      | 11                | 11                 | Lottie Ryan et Pasquale La Rocca | Aidan Fogarty et Emily Barker Gráinne Gallanagh et Kai Widdrington Ryan Andrews et Giulia Dotta |
| 5      | 9 janvier 2022    |                   | 12                | 12                 |                                  |                                                                                                 |

| Présentation        | Saison | Saison | Saison | Saison | Saison |
| Présentation        | 1      | 2      | 3      | 4      | 5      |
| ------------------- | ------ | ------ | ------ | ------ | ------ |
| Nicky Byrne         |        |        |        |        |        |
| Amanda Byram        |        |        |        |        |        |
| Jennifer Zamparelli |        |        |        |        |        |
| Juge                | Saison | Saison | Saison | Saison | Saison |
| Juge                | 1      | 2      | 3      | 4      | 5      |
| Julian Benson       |        |        |        |        |        |
| Loraine Barry       |        |        |        |        |        |
| Brian Redmond       |        |        |        |        |        |
| Darren Bennett      | invité |        |        |        |        |
| Arthur Gourounlian  |        |        |        |        |        |

## Espagne (2018-)
L'émission s'appelle Bailando con las estrellas.

### Saison 1 (2018)
La première saison a été diffusée du 15 mai 2018 au 24 juillet 2018.
À noter que la comédienne Rossy de Palma participe à la première saison. Elle avait participé en 2011 à la version française, et reste ici deux semaines de plus que lors de son passage en France.
| Candidat                | Occupation                                                              | Partenaire        | Départ semaine | Résultat  |
| ----------------------- | ----------------------------------------------------------------------- | ----------------- | -------------- | --------- |
| David Bustamante        | Chanteur                                                                | Yana Olina        | 11             | Vainqueur |
| Patry Jordán            | Youtubeuse                                                              | Rubén Salvador    | 11             | Deuxième  |
| Manu Sánchez            | Présentateur de télévision                                              | Mireya Arizmendi  | 11             | Troisième |
| Amelia Bono Rodríguez   | Fille de José Bono                                                      | Rubén Rodríguez   | 10             | Éliminée  |
| Javier Hernanz          | Champion de canoë de sprint et un canoéiste de marathon                 | Rosa Carné        | 9              | Éliminé   |
| Pelayo Díaz             | Acteur de télévision                                                    | Inés Miñana       | 8              | Éliminé   |
| Gemma Mengual           | Nageuse synchronisée                                                    | Abel Gil          | 7              | Éliminée  |
| Pablo Ibáñez            | Personnalité de télévision                                              | Sara Baudín       | 6              | Éliminée  |
| Fernando Guillén Cuervo | Acteur dont Quantum of Solace, fils de Fernando Guillén et Gemma Cuervo | Arismel Naya      | 5              | Éliminé   |
| Rossy de Palma          | Actrice                                                                 | Santiago Granizal | 4              | Éliminée  |
| Merche                  | Chanteuse                                                               | Roger Romero      | 3              | Éliminée  |
| Topacio Fresh           | Galeriste et militante trans argentine                                  | Iban Salgado      | 2              | Éliminée  |

### Saison 2 (2024)
La deuxième saison est diffusée à partir du 13 janvier 2024.
| Candidat                | Occupation                                       | Partenaire       | Arrivée semaine | Départ semaine | Résultat  |
| ----------------------- | ------------------------------------------------ | ---------------- | --------------- | -------------- | --------- |
| María Isabel            | Chanteuse et actrice                             | Luis Montero     | 1               | 13             | Vainqueur |
| Adrián Lastra           | Acteur et musicien                               | Sara García      | 1               | 13             | Deuxième  |
| Bruno Vila              | Personnalité de télévision                       | Marta Blanco     | 1               | 13             | Troisième |
| Athenea Pérez           | Mannequin                                        | Sergi Pedrós     | 1               | 13             | Quatrième |
| Jonan Wiergo            | Influenceur                                      | David Díaz       | 1               | 12             | Éliminé   |
| La Mala Rodríguez       | Rappeuse                                         | Álvaro Cuenca    | 1               | 11             | Éliminée  |
| José Manuel Pinto       | Footballeur                                      | Paula Lastra     | 8               | 11             | Éliminé   |
| José Manuel Pinto       | Footballeur                                      | Paula Lastra     | 1               | 5              | Éliminé   |
| Elena Tablada           | Joaillier créateur                               | Adrián Esperón   | 1               | 10             | Éliminée  |
| Miguel Torres           | Ancien footballeur                               | Sandra Torremadé | 8               | 9              | Éliminé   |
| Miguel Torres           | Ancien footballeur                               | Sandra Torremadé | 1               | 3              | Éliminé   |
| Josie                   | Créateur de mode                                 | Aroa Gárez       | 8               | 8              | Éliminé   |
| Josie                   | Créateur de mode                                 | Aroa Gárez       | 1               | 7              | Éliminé   |
| Sheila Casas            | Sœur de Mario Casas                              | Angelo Madonia   | 8               | 8              | Éliminée  |
| Sheila Casas            | Sœur de Mario Casas                              | Angelo Madonia   | 1               | 6              | Éliminée  |
| Carlota Boza            | Actrice                                          | Rubén Rodríguez  | 8               | 8              | Éliminée  |
| Carlota Boza            | Actrice                                          | Rubén Rodríguez  | 1               | 4              | Éliminée  |
| Ágatha Ruiz de la Prada | Styliste et ancienne femme de Pedro José Ramírez | Roberto Luján    | 8               | 8              | Éliminée  |
| Ágatha Ruiz de la Prada | Styliste et ancienne femme de Pedro José Ramírez | Roberto Luján    | 1               | 2              | Éliminée  |

## Belgique Flamande (2018-)

### Saison 3 (2021-22)
| Candidat                 | Occupation                                   | Partenaire          | Départ semaine | Résultat  |
| ------------------------ | -------------------------------------------- | ------------------- | -------------- | --------- |
| Nina Derwael             | Championne olympique de gymanstique          | Simone Arena        | 8              | Vainqueur |
| Jonatan Medart           | Influenceur                                  | Björk Gunnarsdóttir | 8              | Deuxième  |
| Nora Gharib              | Actrice                                      | Adrián Barinaga     | 8              | Troisième |
| Lotte Vanwezemael        | Sexologue                                    | Frank Zegels        | 7              | Éliminée  |
| Yemi Oduwale             | Acteur                                       | Laura Zegels Jottay | 5              | Éliminé   |
| Delphine de Saxe-Cobourg | Artiste et membre de la Famille royale belge | Sander Bos          | 4              | Éliminée  |
| Metejoor                 | Chanteur                                     | Margot Weeda        | 3              | Éliminé   |
| Pieter Timmers           | Nageur                                       | Natascha De Jong    | 2              | Éliminé   |